# Torrent de Binimorat
El Torrent de Binimorat o Torrent de l'Ofre és un torrent que neix al coll de l'Ofre, al terme municipal d'Escorca, i desemboca a l'embassament de Cúber. Abans de la creació de l'embassament els anys setanta, s'ajuntava amb el torrent de Son Torrella per formar el torrent d'Almedrà, que actualment neix a la presa de l'embassament. Pren el nom de les cases de Binimorat, una antiga alqueria islàmica ja documentada en el Repartiment de Mallorca.